# Championnats du monde de tir à l'arc 1948
Navigation
Édition précédente Édition suivante
Les championnats du monde de tir à l'arc 1948 sont une compétition sportive de tir à l'arc organisés en 1948 à Londres, au Royaume-Uni. Il s'agit de la douzième édition des championnats du monde de tir à l'arc.